# Şilavar
Şilavar è un comune dell'Azerbaigian situato nel distretto di Lənkəran.